# Will 2K
Will 2K è un singolo del rapper statunitense Will Smith, pubblicato il 9 settembre 1999 come secondo estratto dal secondo album in studio Willennium.

## Tracce
1. Will 2K – 3:56
2. So Fresh (feat. Biz Markie & Slick Rick) – 4:27
3. Just Cruisin' – 3:59
4. Miami – 3:18

## Classifiche
| Chart (1999)      | Peak position |
| ----------------- | ------------- |
| Svizzera          | 23            |
| Francia           | 32            |
| Olanda            | 11            |
| Belgio            | 13            |
| Svezia            | 16            |
| Finlandia         | 10            |
| Norvegia          | 4             |
| Australia         | 3             |
| Nuova Zelanda     | 6             |
| Italia            | 23            |
| Canada            | 2             |
| UK                | 2             |
| Billboard Hot 100 | 25            |